# Микаля, Яков
Яков Микаля (итал. Giacomo Micaglia, лат. Jacobus Micalia, 31 марта 1601, Пескичи, Апулия — 1 декабря 1654, Лорето, Марке) — итальянский лингвист и лексикограф славянского происхождения. Он родился в городе Пескичи (Апулия), находившемся в то время под Неаполитанским королевством. О себе он говорил, что он «итальянец славянского языка».

## Жизнь

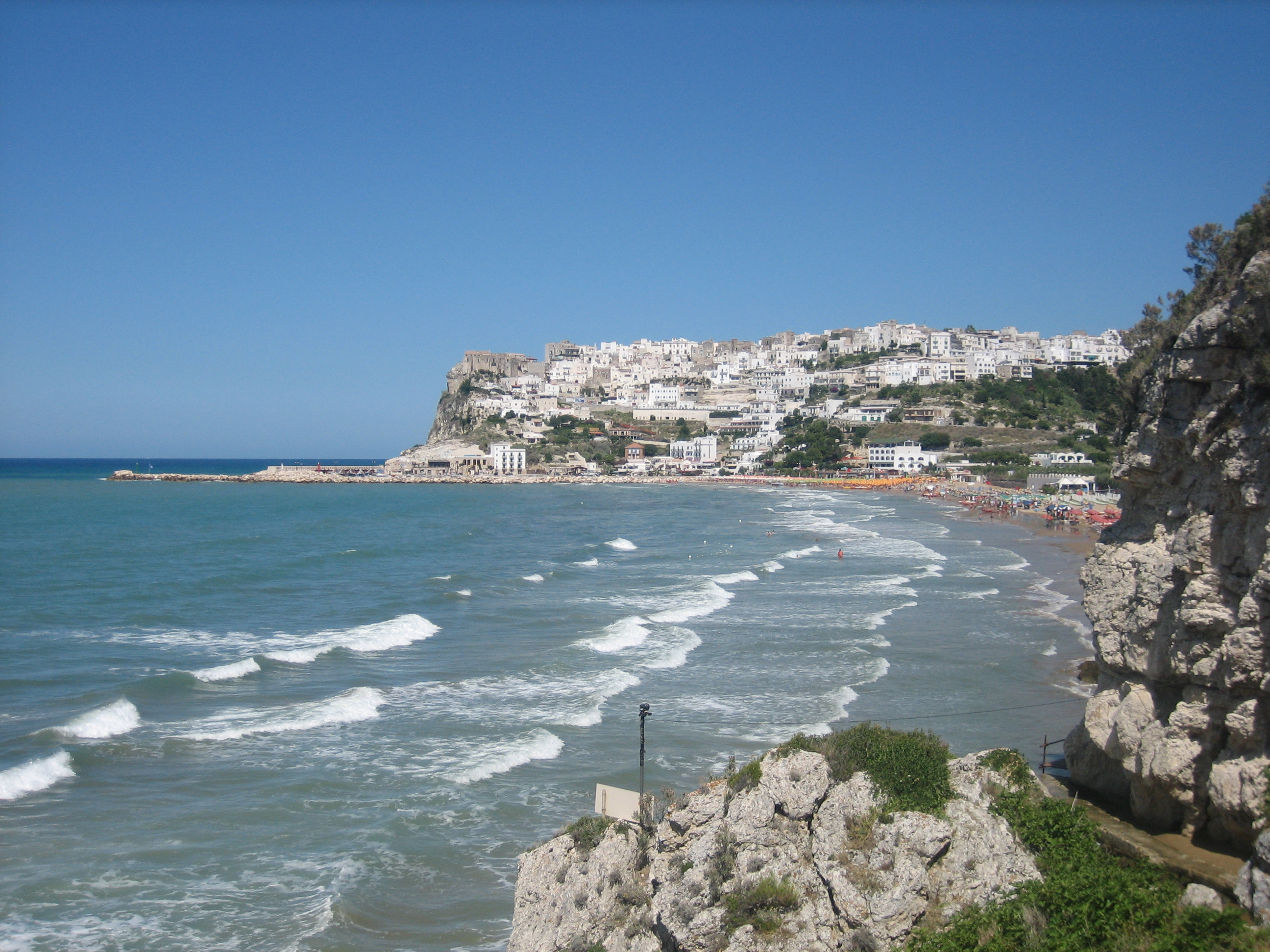
Вид Пескичи в итальянской провинции Фоджа, родного города Якова Микали

Микаля родился в Пескичи, маленьком городке на полуострове Гаргано, который за шесть столетий до этого (около 970 года) был поселением хорватских беженцев и который в те годы вёл плодотворную торговлю с Венецией и городами-государствами на побережье Далмации (такими как Республика Рагуза).
Он приходился двоюродным дедушкой Пьетро Джанноне (1676–1748), историку, родившемуся в Искителле, в нескольких километрах от Пескичи. Об этом Джанноне пишет, что «Сципио Джанноне (его отец) женился в Искителле в 1677 году на Лукреции Микалья, дочери Маттео Микалья из Пескичи и Изабеллы Сабателло».
Из-за своего знания хорватского языка Микаля был отправлен в Республику Рагуза по приказу иезуитов. Это было время Контрреформации, и католическая церковь хотела восстановить свою власть и на Балканах. В течение четырёх лет (1630–1633) он преподавал грамматику в иезуитском колледже в Рагузе (Дубровник). Там он написал «Латинскую грамматику для иллирийских студентов» в честь Эмануэля Альвареса (De Institutione grammatica pro Illyricis accommodata, 1637).

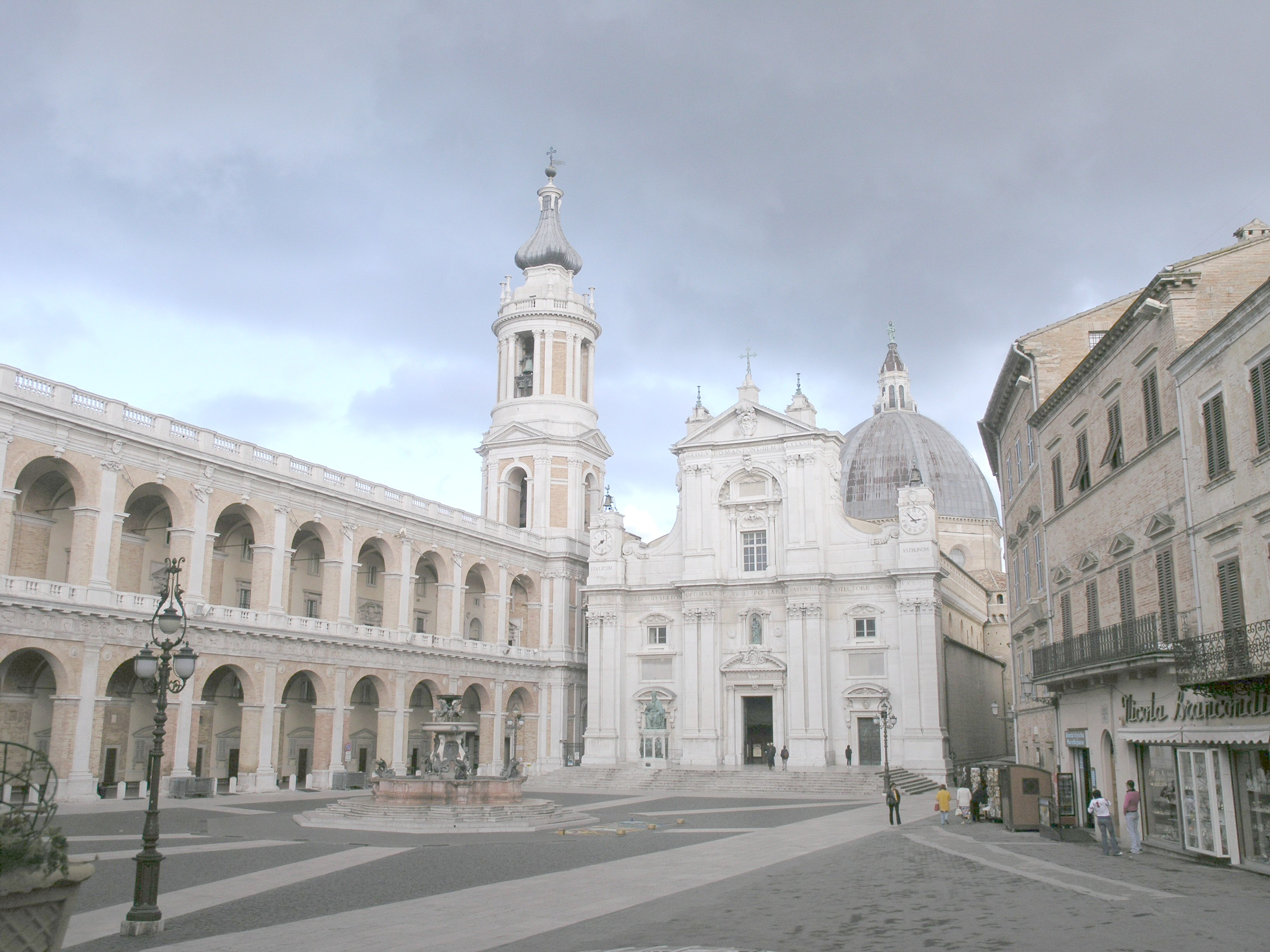
Вид на базилику Лорето, где Микаля провёл последние годы.

Через несколько лет, в 1636 году, Микаля отправил письмо Священной Конгрегации по распространению веры, в котором предлагал реформу латинского алфавита для нужд хорватского языка. Этот же вопрос он обсуждал в главе «О славянской орфографии» своего труда на хорватском языке «Боголюбивые мысли о молитве Господней, взятые из книг св. Фомы Аквинского, доктора ангельского» (Братислава, 1642 г.).
С 1637 по 1645 год он был миссионером среди католиков в Тимишоаре в Банате (современная Румыния). Он вернулся в Италию, где был исповедником на славянских языках в базилике делла Санта-Каза в Лорето с 1645 года до своей смерти в этом городе.

## Словарь

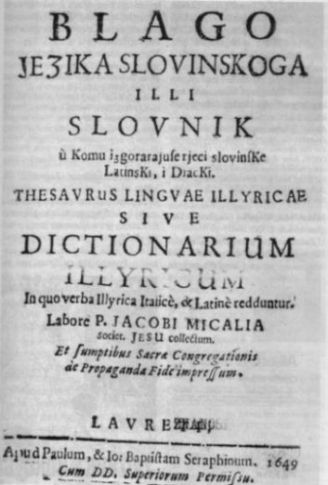
Словарь Микали

Самая большая работа Микали — «Тезаурус словинского языка и словинский словарь (где хорватские слова переведены на итальянский и латинский языки)». Впервые он был напечатан в Лорето в 1649 году, но требовался более совершенный печатный станок, поэтому он был завершён в Анконе в 1651 году. Словарь был проектом иезуитов, инструментом борьбы с протестантской Реформацией и, более того, с распространением мусульманской веры на Балканах.
Это был первый хорватский словарь с хорватским (под названием «иллирийский» или «словинский») в качестве исходного языка (в том же словаре он рассматривает термины хорватский, словинский (Slovinian) и иллирийский как синонимы). Важно, что в своём словаре Микаля называет хорватский язык «иллирийским» или «словинским», а итальянский — «латынью», который он называет «языком студентов» (diacki). Введение в словарь имеет «латинское» посвящение, примечание к читателю на итальянском языке (Al benigno lettore), изложение алфавита и орфографии на латыни и хорватском языке (Od ortographie jezika slovinskoga ili načina od pisanja) и итальянская грамматика на хорватском языке (Grammatika Talianska).
Микаля объясняет в предисловии, что выбрал боснийский диалект, потому что «все говорят, что боснийский язык самый красивый» («Ogn'un dice che la lingua Bosnese sia la piu bella»). Боснийский идентифицируется как штокавский диалект местных южнославянских языков. Словарь, предназначенный в первую очередь для обучения студентов и молодых иезуитов, насчитывает около 25 000 слов. Он принадлежит корпусу словарей на штокавском диалекте, с некоторыми чакавскими частями, и даже кайкавской лексикой в качестве статьи или синонима. Словарь Микали считается хорватским словарём основными лексикографами и лингвистами.
Тезаурус Микали представляет собой трёхъязычный словарь, в котором колонка статей, тем не менее, организована как одноязычный словарь: с последовательностью синонимов, основанной на диалектических контрастах, а также определениями и гиперонимами в качестве пояснений. Таким образом, штокавско-чакавские термины сопровождаются боснийско-францисканскими словами, тюркизмами, рагузеизмами и хорватскими словами. Таким образом, говорят, что это иллюстрирует лексическое богатство «иллирийских регионов».
С культурной точки зрения на творчество Микали оказали влияние более ранние работы Фаусто Веранцио и Бартоломео Кассио, а также круг хорватских лексикографов (среди них францисканцы Дивкович и Томо Бабич) как в Хорватии, так и в Боснии и Герцеговине. Его работа является неотъемлемой частью развития и стандартизации современного хорватского языка.

## Труды
- Thesaurus linguae Illyricae sive Dictionarium Illyricum. In quo verba Illyrica Italice, et Latine redduntur, Romae: et sumptibus Sacrae congregationis de propaganda fide impressum, Loreto, apud Paulum et Io. Baptistam Seraphinum, 1649 (Thesaurus of Croatian or a Croatian Dictionary, in Which Croatian Words Are Translated into Italian and Latin) (Ancona, 1651). Blago jezika slovinskoga ili Slovnik u Komu izgovarajuse rjeci slovinske Latinski, i Diacki.
- Bogoljubno razmiscgljanje od ocenascja Pokupgljeno iz kgniga Svetoga Tomme od Aquina Nauciteglja Anghjelskoga (God-Loving Thoughts on the Lord's Prayer Taken from the Books of St Thomas Aquinas, the Angelic Doctor, Bratislava, 1642)

Издание «Тезауруса» было начато братьями Серафини в Лорето в 1649 году и завершено О. Бельтрано в Анконе в 1651 году.